# Atles Climàtic de Catalunya
L'Atles Climàtic de Catalunya (ACC) és un atles creat pel Servei Meteorològic de Catalunya que consta de dues parts ben diferenciades, en funció del tipus d'informació que contenen: Termopluviometria i Radiació solar.

## Termopluviometria
L'any 1997 es va presentar aquesta primera part de l'Atles Climàtic de Catalunya, fruit de la col·laboració entre diversos organismes. Així, l'anàlisi i tractament de les dades el van fer investigadors de la Facultat de Geografia i Història (Universitat de Barcelona), mentre que el Servei Meteorològic de Catalunya (Departament de Medi Ambient) va finançar la seva edició, realitzada per l'Institut Cartogràfic de Catalunya (Departament de Política Territorial i Obres Públiques).
Inicialment es va fer l'estudi de més de 500 estacions amb dades de temperatura i precipitació. El procés de selecció de les estacions va consistir a triar només aquelles estacions amb una sèrie de dades superior als vint anys dins del període 1940-1980, i aquestes sèries són les que van passar tot el procés de depuració de dades. Després de tots els filtratges de dades, es varen considerar 300 estacions pels mapes pluviomètrics i 145 estacions pels mapes termomètrics. Per a l'elaboració dels mapes climàtics es va seguir un procediment de traçat manual de les isopletes basades en les dades de les diferents estacions meteorològiques i en l'àmplia experiència geogràfica i climàtica dels autors.
La cartografia generada es presenta en 36 làmines amb la representació cartogràfica (a escala 1:750.000) de la temperatura i la precipitació (mitjanes mensuals, estacionals i anuals) sobre un fons físic de Catalunya, 2 làmines amb la freqüència de precipitació (nombre mitjà de dies de pluja i neu al llarg de l'any) per diferents punts d'observació de Catalunya i 4 làmines amb les situacions sinòptiques més típiques a la Mediterrània Occidental segons l'estació de l'any. Aquesta cartografia també s'inclou a l'obra Atles Climàtics de Catalunya editada en format cd-rom.

## Radiació solar
L'any 2001 es va presentar la segona part de l'Atles Climàtic de Catalunya, fruit d'una altra col·laboració entre diferents organismes. En aquest cas, l'anàlisi i tractament de les dades el van fer investigadors de la Universitat Politècnica de Catalunya i de l'Institut Català de l'Energia (ICAEN, Departament de Treball, Indústria, Comerç i Turisme),mentre que el Servei Meteorològic de Catalunya (Departament de Medi Ambient) va finançar la seva edició, feta per l'Institut Cartogràfic de Catalunya (Departament de Política Territorial i Obres Públiques). L'objectiu era actualitzar les anteriors edicions de l'Atles de Radiació Solar a Catalunya (publicades els anys 1992 i 1996) per l'ICAEN.
Per a la seva elaboració, Inicialment es preparà una base de dades amb dades de radiació solar de 139 estacions pel període 1971-1997 (malgrat el gruix d'informació es concentrà en els darrers 15 anys d'aquest període). Totes les dades passaren per un procés d'anàlisi de la seva qualitat, estudiant tant la seva coherència temporal com la seva coherència espacial. Finalment, es consideraren 83 estacions per a l'obtenció dels mapes de radiació solar.
Un primer resultat és la representació cartogràfica de les mitjanes mensuals i anual de la irradiació solar global diària sobre superfície horitzontal després del procés d'interpolació sense tenir en compte l'orografia, obtenint d'aquesta manera 13 mapes (12 per les mitjanes mensuals i 1 per la mitjana anual).
Atès que la radiació solar és una variable meteorològica molt influenciada per l'orografia pròpia del territori, l'ICAEN va fer un segon estudi que incloïa la incorporació de l'orografia catalana en els mapes inicialment obtinguts a l'Atles de Radiació Solar a Catalunya. La metodologia incloïa un model per determinar la distribució sobre el territori català de la radiació solar tenint en compte la variació de la radiació segons l'altitud, i un segon model per incorporar les obstruccions a la radiació solar a causa del relleu.
La cartografia generada es presenta en forma de 13 làmines amb la representació cartogràfica (a escala 1: 750.000) de les mitjanes mensuals i anual de la irradiació solar global diària sobre superfície horitzontal a Catalunya.